# Arturo Peniche
Arturo Delgadillo Peniche (Ciudad de México, 17 de mayo de 1962) es un actor mexicano.

## Carrera profesional
Arturo hizo su debut al lado de Juliancito Bravo a la edad de seis años. Hizo desnudos en dos obras teatrales a la edad de 21 años. A lado de Edith González estelariza Monte Calvario en 1986. Compartió créditos con Leticia Calderón en la telenovela La indomable en 1987. Luego en 1988 protagonizó la primera parte del melodrama Amor en silencio al lado de la actriz Erika Buenfil, en 1989 viaja a Venezuela donde protagoniza junto a Alba Roversi la telenovela María Marìa.
Participa en 1991 en la telenovela Valeria y Maximiliano junto a Leticia Calderón y Juan Ferrara. Gana su primer TVyNovelas como mejor actor protagónico en el año 1993 por la telenovela María Mercedes donde interpretó a Jorge Luis junto a Thalía, Laura Zapata, Carmen Salinas, entre otros.
En 1995 protagoniza junto a Claudia Ramírez María José; y en 1994 protagoniza la telenovela Morelia al lado de Alpha Acosta y de la ex Miss Universo chilena Cecilia Bolocco. Después, en 1997, protagoniza junto a Laura Flores la telenovela El alma no tiene color. 
En 1998 participa junto a Alejandra Ávalos en Soñadoras, y después tiene una participación en La usurpadora. En 2000 se integra como protagonista en Siempre te amaré al lado de Laura Flores. y en 2001 protagoniza junto a gaby spanic la telenovela la Intrusa, después en 2004, Arturo se une al elenco de la telenovela Corazones al límite, producida por Nicandro Díaz y Roberto Hernández Vázquez. En 2005 es invitado a participar en la telenovela Contra viento y marea, producida por Nicandro Díaz González, el papel de Nazario. Ese mismo año interpreta a 'Antonio' en Alborada, telenovela de Carla Estrada junto a Lucero y Fernando Colunga.
En 2007 da vida al Gobernador Fernando Sánchez de Moncada en Zorro: la espada y la rosa, la primera adaptación al género de la telenovela de la leyenda del Zorro y la primera versión en español, filmada en Colombia, Esta telenovela está protagonizada por Christian Meier y Marlene Favela.
En su estadía en Colombia, se incorpora al rodaje de Victoria, telenovela que protagoniza junto a Victoria Ruffo y Mauricio Ochmann.
En 2008 regresa a México a coprotagonizar la telenovela En nombre del amor, remake de lo que fue en 1991 Cadenas de amargura, donde dio vida a Juan Cristóbal Gamboa compartiendo créditos con Victoria Ruffo, Leticia Calderón, Laura Flores, Allison Lozz, Sebastián Zurita y Altaír Jarabo.
En 2010 participó en la telenovela juvenil Niña de mi corazón dando vida a Máximo y compartiendo créditos con Maribel Guardia, Erick Elías, Paulina Goto, Lorena Herrera y Grettell Valdez.
Entre 2010 y 2011 participa en la telenovela Cuando me enamoro junto a Silvia Navarro y Juan Soler, en una actuación especial interpretando el mismo papel que interpretó en la exitosa En nombre del amor.
En 2012 se integra al elenco de Qué bonito amor por primera vez en la televisión combina el actuar con el cantar música mexicana, compartiendo créditos con Jorge Salinas, Danna García, Pablo Montero y la primera actriz Angélica María.
En 2013 hace una participación especial en la telenovela La tempestad con William Levy, Ximena Navarrete, Nora Salinas y María Sorté.
En 2014 coprotagoniza su primera telenovela cómica Qué pobres tan ricos dando vida a Nepomuceno, un personaje cómico que dista mucho de sus anteriores personajes en sus melodramas. Esta vez comparte créditos al lado de Zuria Vega, Jaime Camil, Manuel "Flaco" Ibáñez, Sylvia Pasquel, Mark Tacher e Ingrid Martz.
Tiempo después hace una participación estelar en la telenovela La malquerida junto a Victoria Ruffo, Christian Meier y Ariadne Díaz.
En 2015 antagoniza la primera temporada de la telenovela A que no me dejas, remake de la exitosa telenovela que él mismo protagonizó en 1988: Amor en silencio. Comparte créditos junto a Leticia Calderón, Camila Sodi, Osvaldo Benavides, Alfonso Dosal, Laura Carmine, César Évora, y nuevamente con Erika Buenfil (con quien protagonizó la primera parte de Amor en silencio).
Ha sido participado al lado de varias importantes figuras como Thalía en (María Mercedes), Karla Álvarez y Sabine Moussier en (Mujeres engañadas), Leticia Calderón en (La indomable, Valeria y Maximiliano, En nombre del amor, A que no me dejas y Mujeres de negro), Erika Buenfil en (Amor en silencio, Corazones al límite y A que no me dejas), Victoria Ruffo (Victoria, En nombre del amor y La malquerida), Laura Flores (El alma no tiene color y Siempre te amaré) y Gabriela Spanic, con quien actuó en La Usurpadora y fue su compañera en  La intrusa.

## Filmografía

### Telenovelas
| Año       | Título                        | Personaje                                            |
| --------- | ----------------------------- | ---------------------------------------------------- |
| 1982      | Chispita                      | Eduardo "La Lacra" Álvarez                           |
| 1982-1983 | Bianca Vidal                  | Pedro                                                |
| 1984-1986 | Principessa                   | Federico                                             |
| 1985-1986 | Vivir un poco                 | Adrián Merisa Obregón                                |
| 1986      | Monte Calvario                | Dr. Gustavo Seckerman                                |
| 1987      | La indomable                  | Miguel Echánove                                      |
| 1988      | Amor en silencio              | Fernando Silva                                       |
| 1988      | Angélica, mi vida             | Gonzalo                                              |
| 1989-1990 | María María                   | Esteban Araujo                                       |
| 1990-1991 | Emperatriz                    | David León                                           |
| 1991-1992 | Valeria y Maximiliano         | Patricio del Val                                     |
| 1992-1993 | María Mercedes                | Jorge Luis del Olmo                                  |
| 1994      | Agujetas de color de rosa     | Él mismo                                             |
| 1995      | María José                    | Carlos Alberto Almazán                               |
| 1995-1996 | Morelia                       | José Enrique Campos Miranda                          |
| 1996      | Marisol                       | Juan Vicente Morales                                 |
| 1997      | El alma no tiene color        | Lisandro del Álamo                                   |
| 1998      | La usurpadora                 | Lic. Edmundo Serrano                                 |
| 1998      | Vivo por Elena                | Héctor Rubalcava                                     |
| 1998-1999 | Soñadoras                     | José Luis Dueñas                                     |
| 1999-2000 | Mujeres engañadas             | Alejandro Lizárraga                                  |
| 1999-2000 | Cuento de Navidad             | Dr. Antonio Ruiz                                     |
| 2000      | Amigos por siempre            | Él mismo                                             |
| 2000      | Siempre te amaré              | Luis Miguel Garay                                    |
| 2000-2001 | Carita de ángel               | Dr. Vladimir Montemayor                              |
| 2001      | La intrusa                    | Carlos Alberto Junquera                              |
| 2002      | Entre el amor y el odio       | Flavio Sancristán                                    |
| 2004      | Corazones al límite           | Álvaro Riverol                                       |
| 2005      | Contra viento y marea         | Nazario Ríos                                         |
| 2005-2006 | Alborada                      | Antonio de Guzmán y Pantoja                          |
| 2006      | Heridas de amor               | Alfredo Luque                                        |
| 2007      | El Zorro: la espada y la rosa | Fernando Sánchez de Moncada                          |
| 2007-2008 | Victoria                      | Enrique Mendoza                                      |
| 2008-2009 | En nombre del amor            | Padre Juan Cristóbal Gamboa Martelli                 |
| 2010      | Niña de mi corazón            | Máximo Arrioja Riquelme                              |
| 2010-2011 | Cuando me enamoro             | Monseñor Juan Cristóbal Gamboa Martelli              |
| 2012-2013 | Qué bonito amor               | Fernando Beltrán, "El mil amores"                    |
| 2013      | La tempestad                  | Ariel Reverte                                        |
| 2013-2014 | Qué pobres tan ricos          | Nepomuceno "Nepo" Escandiondas, "El rey del platano" |
| 2014      | La malquerida                 | Héctor Robledo                                       |
| 2015-2016 | A que no me dejas             | Gonzalo Murat Cervantes                              |
| 2016      | Mujeres de negro              | Comandante Bruno Borguetti                           |
| 2017      | El vuelo de la victoria       | Braulio Zavala                                       |
| 2018      | Tenías que ser tú             | Ezequiel Pineda Domínguez                            |
| 2018      | Tres Milagros                 | Coronel Ulices Suárez                                |
| 2019      | Silvia Pinal, frente a ti     | General Luis Pinal                                   |
| 2019      | La reina soy yo               | Don Edgar                                            |
| 2019      | Cita a ciegas                 | Federico Salazar                                     |
| 2019      | Preso No.1                    | Pedro Islas Cardán                                   |
| 2021      | Fuego ardiente                | Alfonso Juárez                                       |
| 2022      | Amor dividido                 | Alejo Núñez Spindola                                 |
| 2022-2023 | Mi secreto                    | Ernesto Lascurain                                    |
| 2023      | Top Chef VIP                  | Él mismo                                             |
| 2024      | El Señor de los Cielos        | Flavio San Román                                     |
| 2024-2025 | Amor amargo                   | Enrique Olivares                                     |

### Películas (lista resumida)
| Película                                            |
| --------------------------------------------------- |
| Mi primera comunión                                 |
| Maldito amor                                        |
| La asesinadita                                      |
| Prisioneros en la selva                             |
| Secuestro, crimen y castigo                         |
| El señor de los cerros - 1999                       |
| Amor y venganza - 1991                              |
| Entre la fe y la muerte -1990                       |
| La mujer judicial 1990 - Aarón                      |
| El fiscal de hierro 2: La venganza de Ramona - 1989 |
| Sendero mortal 2                                    |
| Trébol negro                                        |
| Juan Apóstol, el más amado                          |

### Series de televisión
| Serie de televisión                                                        |
| -------------------------------------------------------------------------- |
| Top Chef VIP - 2023 - Concursante                                          |
| Silvia, frente a ti - 2019 - Coronel Luis Pinal                            |
| Prisionero - 2019                                                          |
| La rosa de Guadalupe - Mi Princesa - 2017 - Roberto                        |
| Cero en conducta - 1999                                                    |
| Cantando por un sueño 3                                                    |
| La hora pico                                                               |
| Mujer, casos de la vida real - "Siempre hay una esperanza (1993)" - Alvaro |

### Obras de Teatro
| Obra de Teatro                          |
| --------------------------------------- |
| Me llaman Pedro, el hombre de la navaja |
| A calzon amarrado                       |
| Demasiado para una noche                |
| Don cual tenorio                        |
| Naná                                    |
| Atrapame a media noche                  |
| Nada de sexo que somos decentes         |
| Una pareja en a puros                   |
| La doble moral                          |

Entre otras

### Discografía
| Año  | Discografía        |
| ---- | ------------------ |
| 2002 | Mi amor anda libre |
| 2004 | Bésame en la boca  |
| 2014 | Infiel             |
| 2017 | Bandera blanca     |

### Doblaje
| Doblaje                                          |
| ------------------------------------------------ |
| Machine Robo Rescue (El Rescate de Machine Robo) |

## Premios y nominaciones

### Premios TVyNovelas
| Año  | Categoría                  | Telenovela           | Resultado |
| ---- | -------------------------- | -------------------- | --------- |
| 2019 | Mejor primer actor         | Tenías que ser tú    | Pendiente |
| 2016 | Mejor primer actor         | A que no me dejas    | Ganador   |
| 2015 | Mejor actor coestelar      | Qué pobres tan ricos | Nominado  |
| 2010 | Mejor actor                | En nombre del amor   | Nominado  |
| 1993 | Mejor actor protagónico    | María Mercedes       | Ganador   |
| 1989 | Mejor actor protagónico    | Amor en silencio     | Nominado  |
| 1986 | Mejor revelación masculina | Vivir un poco        | Ganador   |
| 1986 | Mejor actor joven          | Vivir un poco        | Nominado  |

### Premios ACE
| Año  | Categoría                | Telenovela         | Resultado |
| ---- | ------------------------ | ------------------ | --------- |
| 2010 | Mejor actor co-actuación | En nombre del amor | Ganador   |
| 1996 | Mejor actor protagónico  | María José         | Ganador   |

### Premios El Heraldo de México
| Año  | Categoría   | Telenovela | Resultado |
| ---- | ----------- | ---------- | --------- |
| 2002 | Mejor actor | La intrusa | Ganador   |
| 1996 | Mejor actor | María José | Ganador   |

### Micrófono de Oro
| Año  | Categoría            | Telenovela         | Resultado |
| ---- | -------------------- | ------------------ | --------- |
| 2009 | Excelencia Artística | En nombre del amor | Ganador   |

### Premios People en Español
| Año  | Categoría   | Telenovela         | Resultado |
| ---- | ----------- | ------------------ | --------- |
| 2009 | Mejor actor | En nombre del amor | Nominado  |

## Vida personal
Lleva 42 años casado con Gaby Ortiz de Peniche, y sus dos hijos, Brandon Peniche y Khiabet Peniche, han seguido sus pasos en la actuación.[cita requerida]